# Verein für Bewegungsspiele Leipzig 1994-1995
Questa voce raccoglie le informazioni riguardanti il Verein für Bewegungsspiele Leipzig nelle competizioni ufficiali della stagione 1994-1995.

## Stagione
Nella stagione 1994-1995 il VfB Lipsia, allenato da Tony Woodcock, [[]] e August Starek, concluse il campionato di 2. Bundesliga al 13º posto. In Coppa di Germania il VfB Lipsia fu eliminato al primo turno dal Salmrohr.

## Rosa
| N. |                     | Ruolo | Calciatore       |
| -- | ------------------- | ----- | ---------------- |
| 3  | Germania (bandiera) | C     | Nico Däbritz     |
| 6  | Germania (bandiera) | C     | Steffen Heidrich |
| 12 | Germania (bandiera) | A     | Markus Wulftange |
| 18 | Germania (bandiera) | A     | Ronny Kujat      |
| 22 | Germania (bandiera) | D     | Ronald Werner    |
| 27 | Germania (bandiera) | D     | Marco Rose       |
|    | Germania (bandiera) | P     | Maik Kischko     |
|    | Germania (bandiera) | P     | René Koslowski   |
|    | Germania (bandiera) | P     | Ingo Saager      |
|    | Germania (bandiera) | D     | Frank Edmond     |
|    | Germania (bandiera) | D     | Torsten Kracht   |
|    | Germania (bandiera) | D     | Matthias Lindner |
|    | Germania (bandiera) | D     | Holm Pinder      |
|    | Polonia (bandiera)  | D     | Roman Rudy       |

| N. |                     | Ruolo | Calciatore           |
| -- | ------------------- | ----- | -------------------- |
|    | Germania (bandiera) | C     | Guido Hoffmann       |
|    | Germania (bandiera) | C     | Matthias Liebers     |
|    | Germania (bandiera) | C     | René Schmidt         |
|    | Germania (bandiera) | C     | Sascha Schönfeld     |
|    | Germania (bandiera) | C     | Uwe Trommer          |
|    | Germania (bandiera) | C     | Torsten Winkler      |
|    | Germania (bandiera) | C     | Axel Wittke          |
|    | Germania (bandiera) | A     | Daniel Bärwolf       |
|    | Brasile (bandiera)  | A     | Franklin Bittencourt |
|    | Germania (bandiera) | A     | Marco Gräfe          |
|    | Ghana (bandiera)    | A     | Alexander Opoku      |
|    | Germania (bandiera) | A     | Jürgen Rische        |
|    | Germania (bandiera) | A     | André Schuster       |
|    | Germania (bandiera) | A     | Frank Turnier        |

## Organigramma societario
Area tecnica
- Allenatore: August Starek
- Allenatore in seconda:
- Preparatore dei portieri:
- Preparatori atletici: Uwe Zimmermann

## Calciomercato

### Sessione estiva
| Acquisti | Acquisti         | Acquisti        | Acquisti |
| R.       | Nome             | da              | Modalità |
| -------- | ---------------- | --------------- | -------- |
| A        | Daniel Bärwolf   | Rot-Weiß Erfurt |          |
| C        | Guido Hoffmann   | Wehen Wiesbaden |          |
| D        | Holm Pinder      | Sachsen Lipsia  |          |
| D        | Jan Seifert      | Friburgo        |          |
| C        | Axel Wittke      | Carl Zeiss Jena |          |
| A        | Markus Wulftange | SC Brück        |          |

| Cessioni | Cessioni         | Cessioni        | Cessioni |
| R.       | Nome             | a               | Modalità |
| -------- | ---------------- | --------------- | -------- |
| C        | Dirk Anders      | Kaiserslautern  |          |
| C        | Jörg Engelmann   | Wismut Gera     |          |
| D        | Helmut Gabriel   | Rot-Weiss Essen |          |
| C        | Dieter Hecking   | Paderborn       |          |
| A        | Darko Pančev     | Inter           |          |
| A        | Florian Weichert | Dinamo Dresda   |          |

### Sessione invernale
| Acquisti | Acquisti      | Acquisti        | Acquisti |
| R.       | Nome          | da              | Modalità |
| -------- | ------------- | --------------- | -------- |
| D        | Ronald Werner | Carl Zeiss Jena |          |

| Cessioni | Cessioni    | Cessioni | Cessioni |
| R.       | Nome        | a        | Modalità |
| -------- | ----------- | -------- | -------- |
| D        | Jan Seifert | Zwickau  |          |

## Risultati

### 2. Bundesliga

#### Girone di andata
| Arbitro: | Fischer |

|                                      |           |                          |
| Preetz 10’, 79’ Kula 48’ Wolters 84’ | Marcatori | 19’ Bärwolf 90’ Heidrich |

| Arbitro: | Werthmann |

|                                     |           |              |
| Heidrich 26’ Bärwolf 33’ Rische 70’ | Marcatori | 53’ Gütschow |

| Arbitro: | Steinborn |

|                                        |           |              |
| Gunnlaugsson 21’, 73’ Gunnlaugsson 37’ | Marcatori | 86’ Heidrich |

| Arbitro: | Heynemann |

|  |           |           |
|  | Marcatori | 59’ Meyer |

| Arbitro: | Fleischer |

|                               |           |                        |
| Savichev 70’ Stanislawski 79’ | Marcatori | 39’ Bärwolf 54’ Pinder |

| Arbitro: | Kemmling |

|  |           |                        |
|  | Marcatori | 64’ Zampach 81’ Ziemer |

| Arbitro: | Hauer |

|                                                 |           |  |
| Lindner 11’ (aut.) Heineccius 71’ Schreiber 88’ | Marcatori |  |

| Arbitro: | Pohlmann |

|                                    |           |  |
| Rische 34’ Kracht 78’ Heidrich 84’ | Marcatori |  |

| Arbitro: | Thiemer |

|                    |           |            |
| Korell 13’ Rus 78’ | Marcatori | 20’ Rische |

| Arbitro: | Wagner |

|                         |           |                                   |
| Heidrich 20’ Rische 29’ | Marcatori | 49’ Reich 66’ Meißner 82’ Wollitz |

| Arbitro: | Haupt |

|               |           |  |
| Schneider 76’ | Marcatori |  |

| Arbitro: | Gettke |

|             |           |  |
| Turnier 85’ | Marcatori |  |

| Arbitro: | Casper |

|            |           |  |
| Helmer 54’ | Marcatori |  |

| Arbitro: | Ertl |

|                       |           |  |
| Rische 53’ Kracht 62’ | Marcatori |  |

| Arbitro: | Rüdiger |

|                                          |           |                 |
| Moses 2’ Dražić 31’ Voigt 41’ Glavaš 90’ | Marcatori | 28’, 83’ Rische |

| Arbitro: | Stark |

|                        |           |  |
| Zweigler 3’ Gerber 90’ | Marcatori |  |

| Arbitro: | Friedrichs |

|                        |           |  |
| Rische 67’ Bärwolf 70’ | Marcatori |  |

#### Girone di ritorno
| Arbitro: | Leimert |

|  |           |                         |
|  | Marcatori | 45’ Buckmaier 85’ Jozić |

| Arbitro: | Friedrichs |

|              |           |            |
| Daschner 13’ | Marcatori | 66’ Wittke |

| Lipsia 4 marzo 1995, ore 15:30 CET 20ª giornata | VfB Lipsia | 0 – 0 referto | Norimberga | Zentralstadion (4 200 spett.)\| Arbitro: \| Hotop \| |
| Arbitro:                                        | Hotop      |               |            |                                                      |

| Arbitro: | Kemmling |

|  |           |                          |
|  | Marcatori | 7’, 66’ Rische 90’ Kujat |

| Arbitro: | Frey |

|                   |           |  |
| Heidrich 58’, 88’ | Marcatori |  |

| Arbitro: | Hufgard |

|  |           |                                     |
|  | Marcatori | 69’ Rische 74’ Däbritz 85’ Heidrich |

| Lipsia 31 marzo 1995, ore 20:00 CEST 24ª giornata | VfB Lipsia | 0 – 0 referto | Zwickau | Zentralstadion (4 500 spett.)\| Arbitro: \| Domurat \| |
| Arbitro:                                          | Domurat    |               |         |                                                        |

| Arbitro: | Ertl |

|            |           |            |
| Molnar 78’ | Marcatori | 28’ Rische |

| Arbitro: | Byernetzky |

|             |           |  |
| Däbritz 37’ | Marcatori |  |

| Arbitro: | Leimert |

|              |           |              |
| Seeliger 60’ | Marcatori | 40’ Hoffmann |

| Arbitro: | Gettke |

|  |           |              |
|  | Marcatori | 81’ Baumgart |

| Arbitro: | Strampe |

|                   |           |                                   |
| Rische 22’ (aut.) | Marcatori | 31’ Rische 44’ Hoffmann 85’ Kujat |

| Lipsia 13 maggio 1995, ore 15:30 CEST 30ª giornata | VfB Lipsia | 0 – 0 referto | Meppen | Zentralstadion (2 800 spett.)\| Arbitro: \| Stark \| |
| Arbitro:                                           | Stark      |               |        |                                                      |

| Arbitro: | Casper |

|  |           |                     |
|  | Marcatori | 9’ Rische 77’ Kujat |

| Arbitro: | Hufgard |

|            |           |                     |
| Rische 64’ | Marcatori | 62’ Buncol 67’ Rada |

| Arbitro: | Prengel |

|                       |           |                                 |
| Rische 31’ Kracht 79’ | Marcatori | 9’ Meißner 32’ Shala 71’ Gerber |

| Arbitro: | Dardenne |

|                                      |           |                                     |
| Stickroth 43’ Moore 69’ Schmugge 70’ | Marcatori | 11’ Hoffmann 18’ Bärwolf 90’ Rische |

### Coppa di Germania
| Arbitro: | Müller |

|                        |           |            |
| Marmon 37’ Thömmes 75’ | Marcatori | 66’ Kracht |

## Statistiche

### Statistiche di squadra
| Competizione      | Punti | In casa | In casa | In casa | In casa | In casa | In casa | In trasferta | In trasferta | In trasferta | In trasferta | In trasferta | In trasferta | Totale | Totale | Totale | Totale | Totale | Totale | DR |
| Competizione      | Punti | G       | V       | N       | P       | Gf      | Gs      | G            | V            | N            | P            | Gf           | Gs           | G      | V      | N      | P      | Gf     | Gs     | DR |
| ----------------- | ----- | ------- | ------- | ------- | ------- | ------- | ------- | ------------ | ------------ | ------------ | ------------ | ------------ | ------------ | ------ | ------ | ------ | ------ | ------ | ------ | -- |
| 2. Bundesliga     | 41    | 17      | 7       | 3       | 7       | 19      | 15      | 17           | 4            | 5            | 8            | 25           | 29           | 34     | 11     | 8      | 15     | 44     | 44     | 0  |
| Coppa di Germania | -     | 0       | 0       | 0       | 0       | 0       | 0       | 1            | 0            | 0            | 1            | 1            | 2            | 1      | 0      | 0      | 1      | 1      | 2      | -1 |
| Totale            | 41    | 17      | 7       | 3       | 7       | 19      | 15      | 18           | 4            | 5            | 9            | 26           | 31           | 35     | 11     | 8      | 16     | 45     | 46     | -1 |

### Andamento in campionato
| Giornata  | 1  | 2 | 3  | 4  | 5  | 6  | 7  | 8  | 9  | 10 | 11 | 12 | 13 | 14 | 15 | 16 | 17 | 18 | 19 | 20 | 21 | 22 | 23 | 24 | 25 | 26 | 27 | 28 | 29 | 30 | 31 | 32 | 33 | 34 |
| --------- | -- | - | -- | -- | -- | -- | -- | -- | -- | -- | -- | -- | -- | -- | -- | -- | -- | -- | -- | -- | -- | -- | -- | -- | -- | -- | -- | -- | -- | -- | -- | -- | -- | -- |
| Luogo     | T  | C | T  | C  | T  | C  | T  | C  | T  | C  | T  | C  | T  | C  | T  | T  | C  | C  | T  | C  | T  | C  | T  | C  | T  | C  | T  | C  | T  | C  | T  | C  | C  | T  |
| Risultato | P  | V | P  | P  | N  | P  | P  | V  | P  | P  | P  | V  | P  | V  | P  | P  | V  | P  | N  | N  | V  | V  | V  | N  | N  | V  | N  | P  | V  | N  | V  | P  | P  | N  |
| Posizione | 16 | 9 | 11 | 14 | 13 | 16 | 17 | 17 | 17 | 17 | 17 | 17 | 17 | 17 | 17 | 17 | 17 | 17 | 17 | 17 | 17 | 16 | 16 | 15 | 15 | 13 | 13 | 14 | 12 | 13 | 13 | 14 | 14 | 13 |

Legenda:

Luogo: C = Casa; T = Trasferta. Risultato: V = Vittoria; N = Pareggio; P = Sconfitta.

### Statistiche dei giocatori
| Giocatore      | 2. Bundesliga | 2. Bundesliga | 2. Bundesliga | 2. Bundesliga | Coppa di Germania | Coppa di Germania | Coppa di Germania | Coppa di Germania | Totale   | Totale | Totale      | Totale     |
| Giocatore      | Presenze      | Reti          | Ammonizioni   | Espulsioni    | Presenze          | Reti              | Ammonizioni       | Espulsioni        | Presenze | Reti   | Ammonizioni | Espulsioni |
| -------------- | ------------- | ------------- | ------------- | ------------- | ----------------- | ----------------- | ----------------- | ----------------- | -------- | ------ | ----------- | ---------- |
| F. Bittencourt | 13            | 0             | 1             | 1             | 0                 | 0                 | 0                 | 0                 | 13       | 0      | 1           | 1          |
| D. Bärwolf     | 25            | 5             | 4             | 0             | 0                 | 0                 | 0                 | 0                 | 25       | 5      | 4           | 0          |
| N. Däbritz     | 25            | 2             | 4             | 2             | 1                 | 0                 | 1                 | 0                 | 26       | 2      | 5           | 2          |
| F. Edmond      | 31            | 0             | 5             | 0             | 0                 | 0                 | 0                 | 0                 | 31       | 0      | 5           | 0          |
| M. Gräfe       | 3             | 0             | 1             | 0             | 0                 | 0                 | 0                 | 0                 | 3        | 0      | 1           | 0          |
| S. Heidrich    | 29            | 8             | 8             | 0             | 1                 | 0                 | 0                 | 0                 | 30       | 8      | 8           | 0          |
| G. Hoffmann    | 21            | 3             | 1             | 0             | 1                 | 0                 | 0                 | 0                 | 22       | 3      | 1           | 0          |
| M. Kischko     | 28            | 0             | 0             | 0             | 1                 | 0                 | 0                 | 0                 | 29       | 0      | 0           | 0          |
| R. Koslowski   | 0             | 0             | 0             | 0             | 0                 | 0                 | 0                 | 0                 | 0        | 0      | 0           | 0          |
| T. Kracht      | 32            | 3             | 7             | 0             | 1                 | 1                 | 0                 | 1                 | 33       | 4      | 7           | 1          |
| R. Kujat       | 14            | 3             | 1             | 0             | 0                 | 0                 | 0                 | 0                 | 14       | 3      | 1           | 0          |
| M. Liebers     | 21            | 0             | 1             | 0             | 0                 | 0                 | 0                 | 0                 | 21       | 0      | 1           | 0          |
| M. Lindner     | 26            | 0             | 5             | 1             | 1                 | 0                 | 0                 | 0                 | 27       | 0      | 5           | 1          |
| A. Opoku       | 10            | 0             | 1             | 1             | 1                 | 0                 | 0                 | 0                 | 11       | 0      | 1           | 1          |
| H. Pinder      | 26            | 1             | 6             | 1             | 1                 | 0                 | 0                 | 0                 | 27       | 1      | 6           | 1          |
| J. Rische      | 33            | 17            | 1             | 2             | 1                 | 0                 | 0                 | 0                 | 34       | 17     | 1           | 2          |
| M. Rose        | 0             | 0             | 0             | 0             | 0                 | 0                 | 0                 | 0                 | 0        | 0      | 0           | 0          |
| R. Rudy        | 7             | 0             | 1             | 0             | 0                 | 0                 | 0                 | 0                 | 7        | 0      | 1           | 0          |
| I. Saager      | 7             | 0             | 0             | 0             | 0                 | 0                 | 0                 | 0                 | 7        | 0      | 0           | 0          |
| R. Schmidt     | 12            | 0             | 3             | 0             | 0                 | 0                 | 0                 | 0                 | 12       | 0      | 3           | 0          |
| A. Schuster    | 5             | 0             | 1             | 0             | 0                 | 0                 | 0                 | 0                 | 5        | 0      | 1           | 0          |
| S. Schönfeld   | 1             | 0             | 0             | 0             | 0                 | 0                 | 0                 | 0                 | 1        | 0      | 0           | 0          |
| J. Seifert     | 6             | 0             | 0             | 1             | 1                 | 0                 | 0                 | 0                 | 7        | 0      | 0           | 1          |
| U. Trommer     | 4             | 0             | 2             | 0             | 1                 | 0                 | 0                 | 0                 | 5        | 0      | 2           | 0          |
| F. Turnier     | 8             | 1             | 1             | 0             | 1                 | 0                 | 0                 | 0                 | 9        | 1      | 1           | 0          |
| R. Werner      | 8             | 0             | 1             | 1             | 0                 | 0                 | 0                 | 0                 | 8        | 0      | 1           | 1          |
| T. Winkler     | 1             | 0             | 1             | 0             | 0                 | 0                 | 0                 | 0                 | 1        | 0      | 1           | 0          |
| A. Wittke      | 15            | 1             | 2             | 0             | 0                 | 0                 | 0                 | 0                 | 15       | 1      | 2           | 0          |
| M. Wulftange   | 29            | 0             | 4             | 0             | 1                 | 0                 | 0                 | 0                 | 30       | 0      | 4           | 0          |